# Inhibitor Janusovy kináze
Inhibitor Janusovy kináze, (JAK inhibitor, nebo jakinibs) je druh léčiva, který funguje tak, že brání projevům jednoho nebo více enzymů z rodiny Janusovy kináze (JAK1, JAK2, JAK3, TYK2) a narušuje signální cesty JAK-STAT v buňkách. Inhibitory JAK3 jsou zajímavé jakožto potenciální léky několika různých autoimunitních onemocnění, protože jejich funkce je zaměřena především na lymfocyty. Vývoj selektivních inhibitorů JAK3 nadále probíhá, již včetně klinických zkoušek.
Tyto inhibitory se používají k léčbě rakoviny a autoimunitních zánětlivých onemocnění jako například revmatická artritida.
V poslední době roste zájem o jejich využití na různé autoimunitní kožní poruchy včetně např. vitiliga, lupénky či další autoimunitní nemoci (Crohnova nemoc).